# Ron Terada
Ron Terada (nacido en 1969) es un artista con sede en Vancouver que trabaja en varios medios, que incluyen pintura, fotografía, video, sonido, libros y diseño gráfico.

## Vida y obra
Terada recibió su diploma de Bellas Artes en 1991 de la Facultad de Arte y Diseño Emily Carr en Vancouver, Columbia Británica. De 1998 a 2007, ocupó un puesto de profesor titular en la misma institución.
En 2006, Terada recibió el premio Victor Martyn Lynch-Staunton del Consejo de las Artes de Canadá. También recibió el premio VIVA, The Jack & Doris Shadbolt Foundation for the Visual Arts (2004).
Terada, que vive y trabaja en Vancouver, a menudo se basa en figuras históricas del arte y la cultura popular del pasado para reflexionar sobre narrativas familiares y, con frecuencia, sobre aspiraciones y fracasos.
Su práctica llama la atención sobre las formas culturales existentes y su funcionamiento como signos. Los trabajos anteriores han adaptado letreros de galerías, carteles, folletos y bandas sonoras de exposiciones para cuestionar las declaraciones de las instituciones culturales. Además, Terada, que es de ascendencia canadiense-japonesa, a menudo usa su propia posición dentro del mundo del arte de Vancouver como punto de partida para medir su propia valía, autoestima y autoidentificación. Terada está representada por la Galería Catriona Jeffries con sede en Vancouver.

## Exposiciones
Si bien no es muy conocida en los Estados Unidos, Terada ha exhibido extensamente en Canadá y Europa durante los últimos 15 años. El Museo de Arte Contemporáneo de Chicago realiza la primera exposición individual de Terada en un museo de EE. UU. titulada Ron Terada: Estar allí del 5 de noviembre de 2011 al 15 de enero de 2012. La exposición está comisariada por el curador jefe de MCA James W. Alsdorf, Michael Darling.
Las exposiciones individuales recientes incluyen Who I Think I Am en la Galería Walter Philips, Banff, Canadá (2010). Terada ha expuesto recientemente en la muestra colectiva It Is What It Is en la Galería Nacional de Canadá (2010).

## Colecciones
Terada tiene obras en colecciones de museos en todo Canadá, así como en Los Ángeles y el Reino Unido.
- Centro de Arte Agnes Etherington, Universidad de Queen, Kingston, Ontario
- Galería de arte de Nueva Escocia, Halifax, Nueva Escocia
- Galería de arte de Ontario, Toronto, Ontario
- Galería Ikon, Birmingham, Reino Unido
- Galería de arte Morris & Helen Belkin, Universidad de Columbia Británica, Vancouver
- Museo de Arte Contemporáneo de Montreal, Quebec
- Museo de Arte Contemporáneo, Los Ángeles, California
- Galería Nacional de Canadá, Ottawa, Ontario
- Galería de arte de Vancouver, Vancouver, Columbia Británica[1]